# Derk Ringnalda
Dirk „Derk“ Martinus Ringnalda (* 9. August 1924 in Taipeh; † 3. November 2004 in Den Haag) war ein niederländischer Regierungsmitarbeiter und Politiker.

## Biografie
Der Sohn eines Shell-Managers und Honorarkonsuls absolvierte seine Schulausbildung an einem Gymnasium in Den Haag und schloss diese 1943 ab. Nach dem Ende des Zweiten Weltkrieges leistete er zwischen 1945 und 1948 seinen freiwilligen Militärdienst im Marinekorps. Im Anschluss studierte er zwischen 1948 und 1957 Politologie an der Universität von Amsterdam.
Im Februar 1958 trat er in den Staatsdienst ein und war bis Juni 1964 Mitarbeiter im Generaldirektorium für Außenwirtschaftliche Angelegenheiten im Außenministerium und dort zuletzt Chef für Fragen der Europäischen Gemeinschaften (EG). Am 15. Juni 1964 wechselte er in den Beratungsstab (Kabinett) des Ministerpräsidenten Victor Marijnen und war dessen Berater für Verteidigung und Zivilschutz. Dieses Amt behielt er auch unter den Ministerpräsidenten Jo Cals, Jelle Zijlstra und Piet de Jong bis 1971.
1966 gehörte er zu den Mitbegründern der sozialliberalen Partei Democraten 66 (D66). Als Nachfolger von Hans van Mierlo war er 1967 auch kurzzeitig Parteivorsitzender (Partijvoorzitter) der D66 und kandidierte auf deren Wahlliste 1967 erfolglos für ein Mandat als Abgeordneter der Zweiten Kammer der Generalstaaten.
Am 13. September 1971 wechselte er dann vom Amt des Ministerpräsidenten in das ebenfalls vom jeweiligen Premierminister ausgeübte Amt des Ministers für Allgemeine Angelegenheiten (Ministerie van Algemene Zaken). Dort war er zunächst unter Ministerpräsident Barend Biesheuvel Kommissarischer Generalsekretär und dann seit 1. August 1972 Generalsekretär des Ministeriums. Dieses Amt übte er bis zu seinem vorzeitigen Ruhestand am 1. Juli 1986 auch unter den Ministerpräsidenten Joop den Uyl, Dries van Agt und Ruud Lubbers aus.
Für seine Verdienste wurde er zum Ritter des Ordens vom Niederländischen Löwen sowie am 29. April 1986 zum Kommandeur des Ordens von Oranien-Nassau ausgezeichnet.